# Cincinnati Open 1969
Il Cincinnati Open 1969 è stato un torneo di tennis. È stata la 68ª edizione del Cincinnati Open, la 1a dell'Era open. Il torneo si è giocato a Cincinnati in Ohio negli USA:quello maschile su campi in terra rossa, quello femminile su campi in cemento dal 14 al 20 luglio 1969.

## Campioni

### Singolare maschile
Cliff Richey ha battuto in finale  Allan Stone con il punteggio di 6–1, 6–2

### Singolare femminile
Lesley Turner Bowrey ha battuto in finale  Gail Chanfreau che si è ritirata sul punteggio di 1–6, 7–5, 10-10

### Doppio maschile
Bob Lutz /  Stan Smith hanno battuto in finale  Arthur Ashe /  Charlie Pasarell con il punteggio di 6–3, 6–4

### Doppio femminile
Kerry Harris /  Valerie Ziegenfuss hanno battuto in finale  Emilie Burrer /  Pam Richmond con il punteggio di 6–3, 9–7